# Adolfo Ballester
Adolfo Ballester fou monjo, organista i compositor benedictí d'origen català format a l'Abadia de Montserrat durant el darrer terç del segle XIX.
Es conserven obres seves als fons musicals del Monestir de Montserrat i de la Catedral-basílica del Sant Esperit de Terrassa (TerC). D'altra banda, els manuscrits miscel·lanis anònims del mateix fons (TerC: An-121 i 122) recullen obres copiades per Ballester a Montserrat durant el seu noviciat, entre el 1888 i el 1892.